# Galgje

Een spel Galgje in volle gang.

Galgje, in het Engels bekend als Hang Man (hangende man) is een spelletje waarbij een woord moet worden geraden door middel van het raden van individuele letters, waarbij de spelers die het woord moeten raden maar een beperkt aantal fouten mogen maken. De fouten worden weergegeven door een galg met daaraan een hangend mannetje (een stokfiguur), welke per fout steeds verder wordt opgebouwd. Uit hoeveel onderdelen de galg bestaat varieert per persoon en regio, maar dit ligt meestal rond de tien.
Er bestaan officiële, in de speelgoedwinkel verkrijgbare edities van het spel, maar het kan ook met enkel pen en papier gespeeld worden. In kringen van programmeurs was het spel populair als computerspel in de periode dat er nog veel in BASIC werd geprogrammeerd, omdat het betrekkelijk eenvoudig te schrijven is.

## Opzet
De uitdager (speler 1) neemt een woord in gedachten en zet een rijtje met even veel stippen op papier als er letters in het woord zijn. Speler 1 kan hierbij voor zichzelf het hele woord opschrijven op een apart papiertje dat hij/zij onzichtbaar voor speler 2 bij zich houdt of op de achterkant van het papier, zodat deze kan kijken of de door speler 2 genoemde letters in het woord voorkomen. Speler 1 kan er ook voor kiezen om het woord gewoon te onthouden.
De tegenstander (speler 2) noemt een letter. Als die in het woord voorkomt zet speler 1 op alle stippen waar in het woord de letter voorkomt de geraden letter. Komt de door speler 2 genoemde letter echter niet voor in het woord, dan tekent speler 1 een onderdeel van de galg op het papier. Soms wordt, om het makkelijk te houden, de foute letter ook elders op het papier geschreven zodat speler 2 kan zien welke letters al geraden zijn, maar het kan ook zijn dat hij dit zelf moet zien te onthouden.
Een galgje-spel uit de speelgoedwinkel werkt met een cassette. Speler 1 stelt dan het woord samen met letterblokjes welke boven op de cassette worden geplaatst met de ruggen naar speler 2. Hierbij worden evenveel blokjes neergezet als er letters in het woord voorkomen. Genoemde letters die in het woord voorkomen worden dan omgedraaid en op deze manier zichtbaar gemaakt voor speler 2. Bij foute raadpogingen dient speler 1 aan een schijf binnenin de cassette te draaien, waardoor in een venstertje aan de achterzijde deel voor deel de galg verschijnt voor speler 2. Speler 2 dient hierbij te onthouden welke foute letters hij heeft gezegd of speler 1 noteert deze op een apart blaadje dat hij duidelijk zichtbaar neerlegt voor speler 2.
Dit wordt herhaald tot ofwel speler 2 alle letters heeft genoemd, het woord heeft geraden en zo het spel wint, of als speler 2 te veel foute raadpogingen doet waardoor de galg wordt voltooid en speler 2 "hangt".
Het spel kan behalve door twee spelers ook door meerdere personen gespeeld worden. Hierbij neemt een persoon een woord in gedachten, waarbij de anderen om de beurt een letter raden. Op de basisschool wordt het spel in deze vorm wel gebruikt om de leerlingen in taal- en spellingsvaardigheid te trainen. Bij deze versie is het gebruikelijk dat degene die het woord raadt op zijn beurt een woord mag bedenken voor de andere spelers. Is het woord dan niet geraden voordat de galg compleet is, dan mag degene die het woord heeft bedacht nogmaals een woord bedenken. Bij deze vorm van het spel worden de stippen voor het woord en de galg vaak getekend op het schoolbord of een flip-over of het wordt m.b.v. een overheadprojector op een scherm of de muur geprojecteerd, zodat voor alle spelers goed te zien is welke letters wel en niet zijn geraden en hoever de galg al is gevorderd.
Woorden die met galgje gebruikt worden mogen niet meer dan zestien verschillende letters hebben. Als er zeventien verschillende letters in het woord zouden zitten, zouden er maar negen 'foute' letters zijn, en zou de tegenstander altijd winnen.

## Constructie van de galg

Constructie van de galg bij een variant met vijftien toegestane fouten

Bij tien fouten is de galg opgebouwd uit vier stukken (bodem + verticale paal, horizontale paal, dwarsbalk, en touw) en het mannetje uit zes stukken (hoofd, lichaam, linkerarm, rechterarm, linkerbeen, rechterbeen). Hieronder volgt de constructie van de galg als het spel afgelopen is na tien fouten:
```
          ____     ____     ____     ____
1 |      2|       3|/      4|/ |    5|/ |
  |       |        |        |        |  O
  |       |        |        |        |
  |       |        |        |        |
  |_ _    |_ _     |_ _     |_ _     |_ _
  ____    ____     ____     ____     ____
6 |/ |   7|/ |    8|/ |    9|/ |   10|/ |
  |  O    |  O     |  O     |  O     |  O
  |  |    | /|     | /|\    | /|\    | /|\
  |       |        |        | /      | / \
  |_ _    |_ _     |_ _     |_ _     |_ _
```

Variaties zijn mogelijk door de galg in meer of minder stukken te verdelen, door het mannetje extra onderdelen te geven (zoals handen, voeten en een gezicht), of door de galg in het begin al te tekenen en bij foute letters alleen het mannetje nog te tekenen. Dit laatste zie je vaak bij galgje op de computer. Zodra je het spel opstart is naast de stippellijn, waar het woord moet komen te staan, de galg vaak al op het scherm te zien en zal bij foute raadpogingen alleen deel voor deel het mannetje verschijnen. Ook kan het zijn dat op het scherm alleen een lus(strop) is te zien waaraan bij foute raadpogingen deel voor deel een mannetje verschijnt.

## Oorsprong
De exacte oorsprong van Galgje is niet bekend. Tony Augarde vermeldt in zijn werk "The Oxford Guide to Word Games" dat het spel reeds genoemd wordt in Alice Bertha Gommes "Traditional Games" uit 1894, onder de naam "Birds, Beasts and Fishes." Hierbij mochten alleen dierennamen gebruikt worden als woord.

## Trivia
Het spel Galgje werd een aantal jaren veel gespeeld als belspel tijdens het programma Game Time, dat uitgezonden werd op Veronica en later op Yorin. Hierbij kregen bellers vaak een zin voorgeschoteld, die ze dan letter voor letter moesten raden. De beller die dat het snelste deed en ook nog de minste delen aan de galg had, kon hierbij een prijs winnen.
Een andere variant op Galgje was het door Robert ten Brink gepresenteerde Stop de Strop, dat in de jaren 90 werd uitgezonden, waarbij de te raden woorden ook nog op de juiste plek in een limerick(een gedicht van vijf regels) moesten worden geplaatst. 